# Понте а Вила (Лука)
Понте а Вила је насеље у Италији у округу Лука, региону Тоскана.
Према процени из 2011. у насељу је живело 55 становника. Насеље се налази на надморској висини од 175 м.